# Flughafen La Gomera

i7
i11
i13
Der Flughafen La Gomera (spanisch Aeropuerto de La Gomera; IATA-Code: GMZ, ICAO-Code: GCGM) ist der Flughafen der zu Spanien gehörenden Kanareninsel La Gomera. In der Gemeinde Alajeró gelegen, ist er zwölf Kilometer (Luftlinie) von der Inselhauptstadt San Sebastián de La Gomera entfernt. Die kürzeste Straßenverbindung hat allerdings eine Länge von 33 Kilometern.

## Geschichte
In den 1950er-Jahren wurde auf La Gomera der Privatflugplatz El Revolcadero (28° 1′ 22″ N, 17° 14′ 33″ W) gebaut. Er lag südlich bei Alajeró auf einer Höhe von 170 Metern über Meer und nur gerade 300 Meter von der Küste entfernt, hatte eine Start- und Landebahn mit der Richtung 09-27. Er wurde am 15. Juli 1959 für den privaten Flugverkehr seines Besitzers mit einer Piper Apache freigegeben und als Notflugplatz sowie als Basis der Schädlingsbekämpfung genutzt. 1962 wurde wegen der problematischen ärztlichen Versorgung der Insel die Möglichkeit erwogen, einen neuen Flughafen zu errichten. Dabei blieb es lange Zeit. Da es in den 1970er-Jahren eine neue Schnellfähre gab und der Flughafen Teneriffa Süd seinen Dienst aufnahm, wurde das Projekt endgültig verworfen.
Am 27. Juli 1987 wurde dann doch ein Abkommen zwischen Spanien und der Regierung der Autonomen Gemeinschaft der Kanarischen Inseln unterschrieben, das den Bau eines Flughafens ermöglichte. Die recht unwegsame und hochgebirgige Insel und der Schutz des Nationalparks Garajonay machten es schwierig, ein geeignetes Flughafengebiet zu finden. Die Projektentwicklung und das Festlegen des Standortes auf einer Hochebene in der Inselgemeinde Alajeró, zwei Kilometer vom alten Flugplatz El Revolcadero entfernt, dauerten bis Ende 1990. Vier Jahre später waren die Arbeiten an der Start- und Landebahn und dem Vorfeld abgeschlossen. Im April 1995 stellte die Betreibergesellschaft AENA S. A. die Bauarbeiten fertig. Der Bauauftrag des Terminals wurde vergeben, das 1999 eingeweiht wurde. Das zweigeschossige Flughafengebäude weist in seiner Architektur typisch kanarische Züge auf. Der Haupteingang ist eine Nachbildung der Tür der Asunción-Kirche, die in der Inselhauptstadt San Sebastián steht.
Im Juni 1999 eröffnet, ist der Flughafen von La Gomera der jüngste der Kanarischen Inseln.

## Flughafenanlagen

### Start- und Landebahn
Der Flughafen La Gomera verfügt über eine Start- und Landebahn. Sie trägt die Kennung 09/27, ist 1.500 Meter lang, 30 Meter breit und hat einen Belag aus Asphalt.

### Passagierterminal

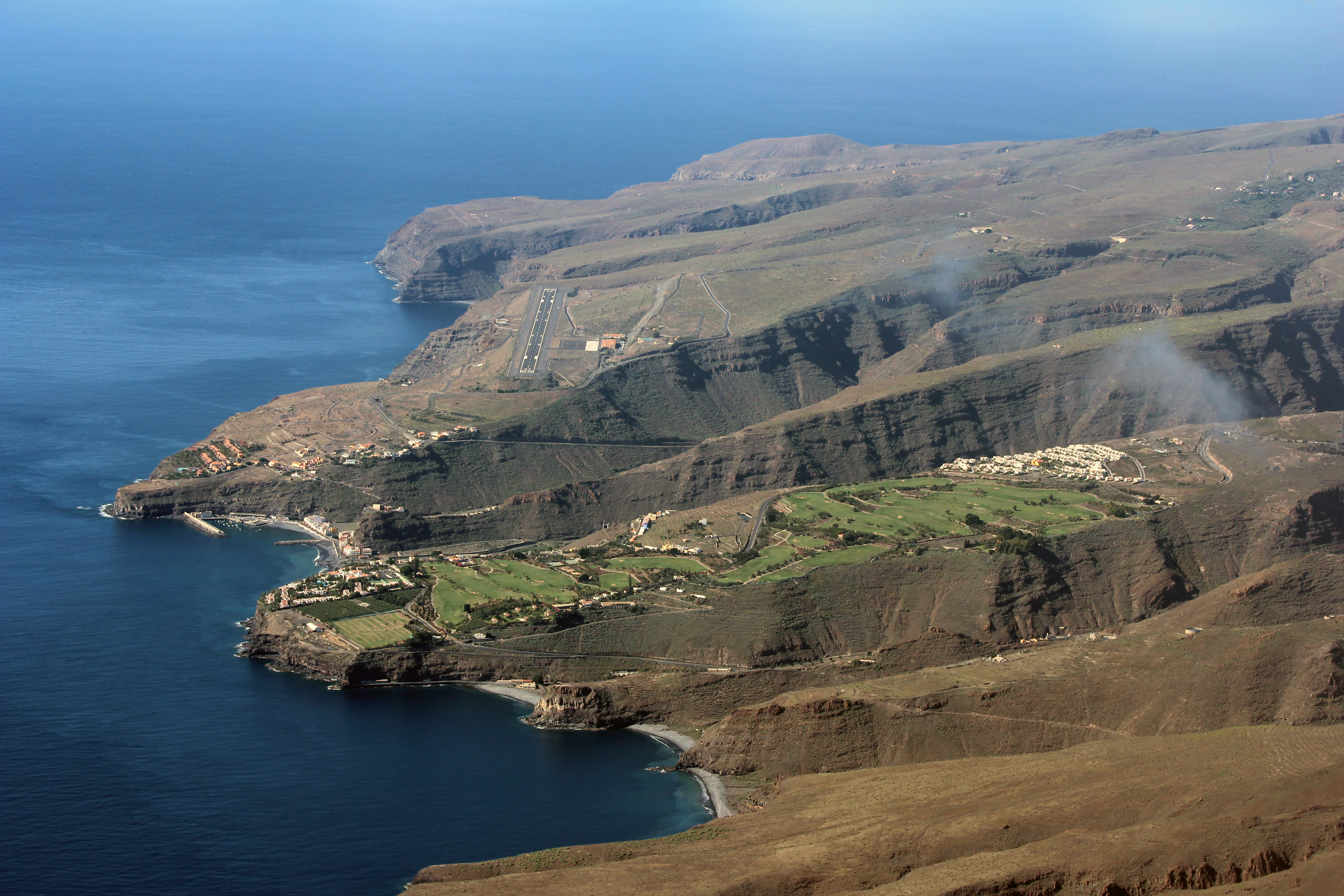
Flughafen, Vogelperspektive

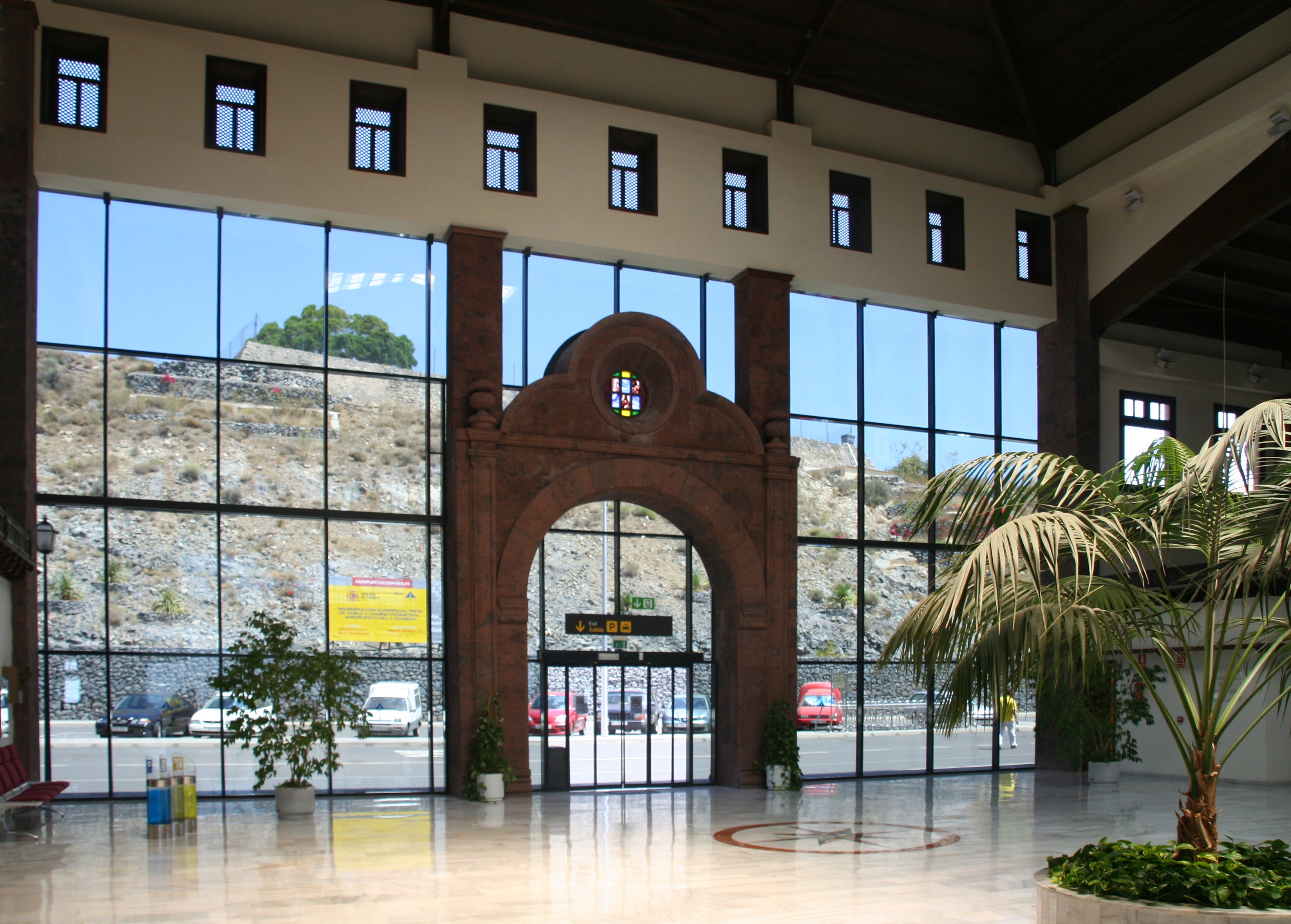
Terminal, innen

Das Passagierterminal des Flughafens hat eine Kapazität von 300.000 Passagieren pro Jahr. Es ist mit zwei Flugsteigen ausgestattet.

## Fluggesellschaften und Ziele
Der Flughafen bedient Inlandsflüge hauptsächlich nach Gran Canaria und Teneriffa. Die Flugstrecken sind unrentabel und werden nur aufgrund staatlicher Subventionen aufrechterhalten.
Für internationale Flüge ist die Start- und Landebahn zu kurz, sodass Flugreisende überwiegend auf Teneriffa landen. Die meisten Touristen kommen auf dem südlichen Flughafen Teneriffas an, die Flugverbindung nach La Gomera wird aber über den nördlichen Flughafen Teneriffas abgewickelt. Es ist daher näher, günstiger und meist auch schneller, über den Hafen von Los Cristianos per Fähre oder Schnellfähre nach La Gomera zu gelangen.

## Verkehrszahlen
| Jahr  | Fluggastaufkommen | Luftfracht (Tonnen) | Flugbewegungen |
| ----- | ----------------- | ------------------- | -------------- |
| 2024* | 120.707           | 4,304               | 3.792          |
| 2023  | 113.320           | 4,891               | 3.949          |
| 2022  | 95.163            | 4,565               | 3.100          |
| 2021  | 81.483            | 1,693               | 2.624          |
| 2020  | 55.832            | 1,034               | 2.160          |
| 2019  | 77.584            | 1,880               | 2.844          |
| 2018  | 61.943            | 1,804               | 2.673          |
| 2017  | 48.711            | 2,193               | 1.854          |
| 2016  | 38.043            | 1,166               | 1.840          |
| 2015  | 34.954            | 1,121               | 1.818          |
| 2014  | 28.925            | 0,808               | 1.718          |
| 2013  | 24.446            | 0,458               | 1.704          |
| 2012  | 19.707            | 1,712               | 1.839          |
| 2011  | 32.713            | 8,239               | 1.769          |
| 2010  | 32.488            | 9,248               | 1.776          |
| 2009  | 34.605            | 10,577              | 1.917          |
| 2008  | 41.890            | 7,863               | 3.393          |
| 2007  | 40.569            | 0,638               | 3.466          |
| 2006  | 38.852            | 4,593               | 3.385          |
| 2005  | 34.496            | 6,192               | 3.396          |
| 2004  | 30.774            | 3,293               | 3.346          |
| 2003  | 28.588            | 2,739               | 3.372          |
| 2002  | 24.612            | 44,153              | 2.960          |
| 2001  | 23.404            | 19,318              | 2.609          |
| 2000  | 15.501            | 0,296               | 2.179          |

* 2024: Vorläufige Daten